# 坂本達哉
坂本 達哉（さかもと たつや、1955年10月24日 - ）は、日本の社会思想史研究者。慶應義塾大学名誉教授。

## 経歴
東京府生まれ。1974年麻布高等学校卒業。1979年慶應義塾大学経済学部卒業。1984年同大学院経済学研究科博士課程単位取得。1984-1986年日本学術振興会海外特別研究員としてグラスゴー大学に学ぶ。1989年慶應義塾大学経済学部助教授。1996年同教授。2019年慶應義塾大学名誉教授。2019年－2024年早稲田大学政治経済学術院（政治経済学部）教授。1996年「ヒュームの文明社会 -勤労・知識・自由」で博士（経済学）。同年義塾賞、サントリー学芸賞、2001年日本学士院賞受賞。2005-2009年慶應義塾常任理事。2014-2016年「日本イギリス哲学会」会長。2016-2019年「社会思想史学会」代表幹事。2021-2023年「経済学史学会」代表幹事。

## 主著
- 『ヒュームの文明社会 勤労・知識・自由』創文社 1995
- 『ヒューム希望の懐疑主義 ある社会科学の誕生』慶應義塾大学出版会 2011
- 『社会思想の歴史 マキアヴェリからロールズまで』名古屋大学出版会 2014
- David Hume and Adam Smith: A Japanese Perspective, Edition Synapse (Tokyo): Routledge (UK / USA) 2020.

### 共編著
- The Rise of Political Economy in the Scottish Enlightenment 田中秀夫共編 Routledge, 2003
- 『黎明期の経済学』（経済思想） 責任編集 日本経済評論社 2005
- 『徳・商業・文明社会』（長尾伸一共編）京都大学学術出版会 2015

### 翻訳
- S.コリーニ, D.ウィンチ, J.バロウ『かの高貴なる政治の科学 19世紀知性史研究』永井義雄,井上義朗共訳 ミネルヴァ書房 2005
- C.J.ベリー『スコットランド啓蒙の社会理論』（壽里竜共訳）知泉書館　2023